# Canyon de Palo Duro
Pour les articles homonymes, voir Duro.
Le canyon de Palo Duro est un système de gorges appartenant à l'escarpement du Caprock dans la région du Texas Panhandle, au nord du Texas (États-Unis). Situé au sud-est de la ville d'Amarillo, le canyon fait partie d'un parc d'État. Son nom espagnol signifie « bois dur », en référence aux genévriers qui poussent dans la région. Le canyon de Palo Duro est le deuxième des États-Unis par ses dimensions, après le Grand Canyon du Colorado. Ses couleurs rouges s'expliquent par la présence de fer dans le sol.

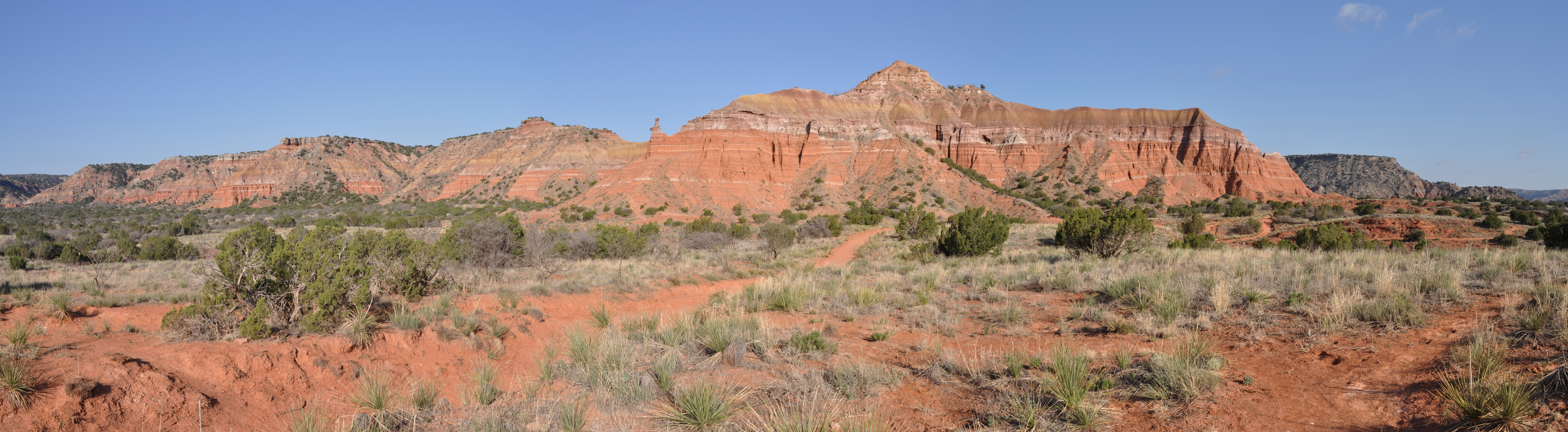
Capitol Peak
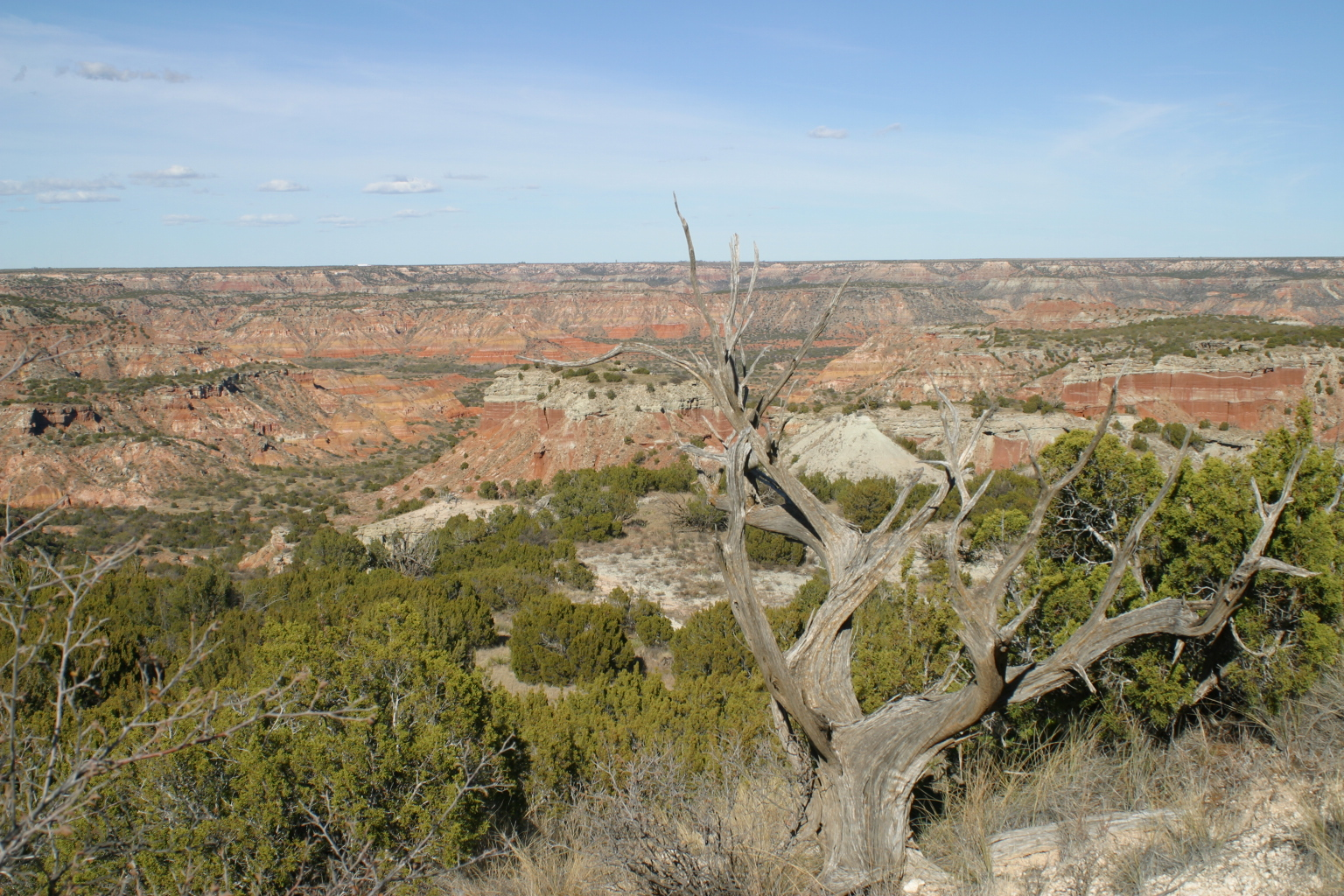
Le canyon
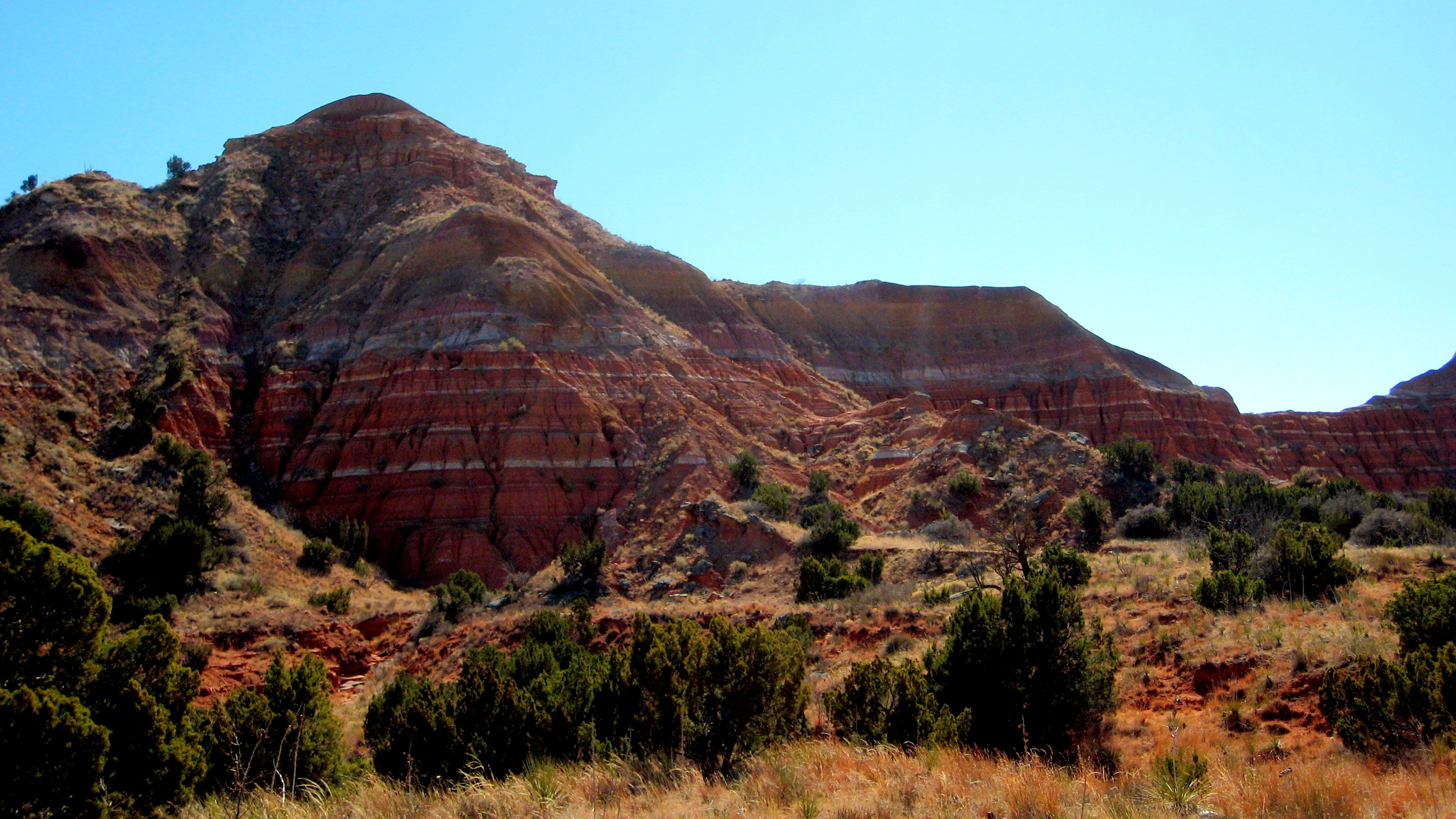
Roches rouges
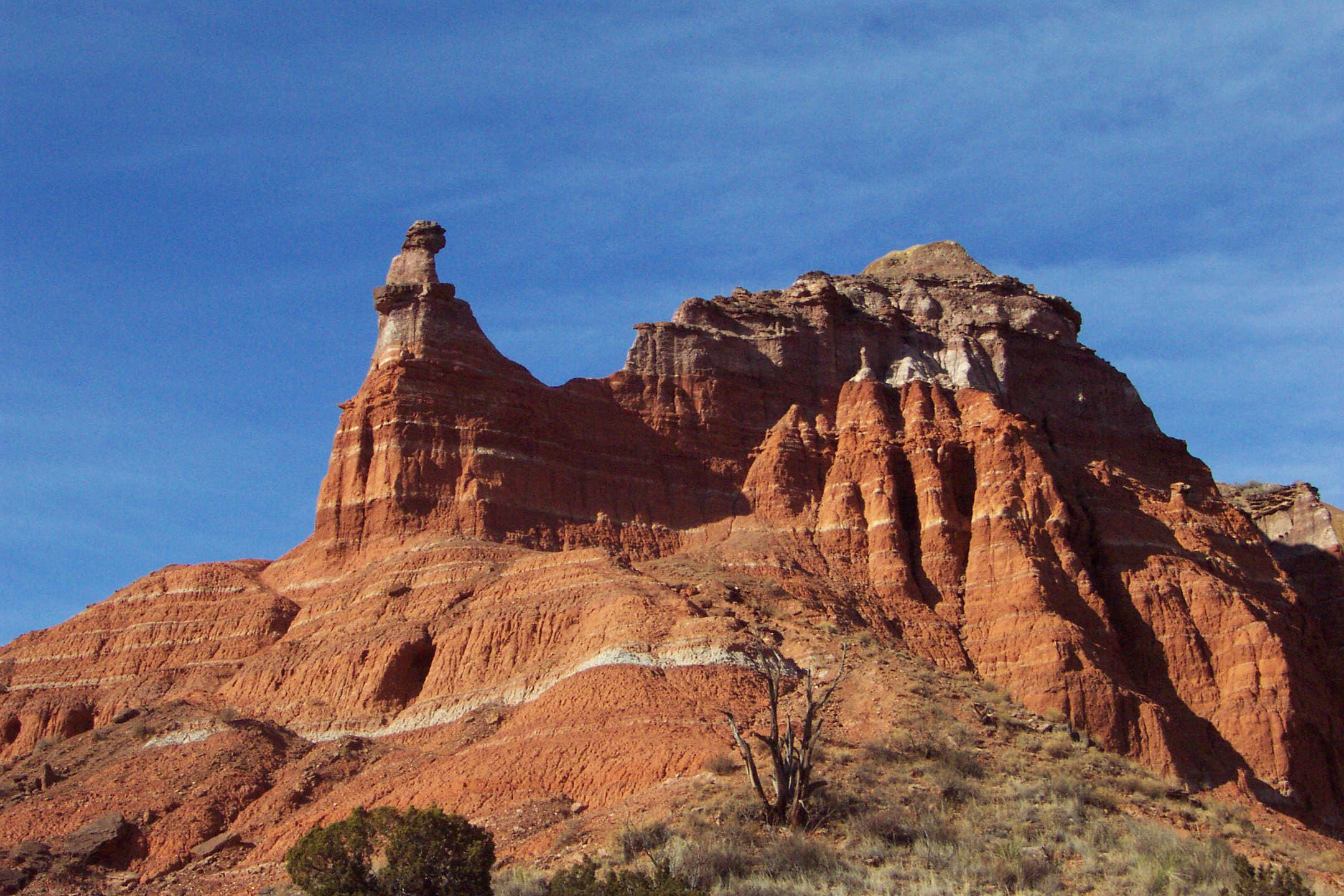
Formations rocheuses
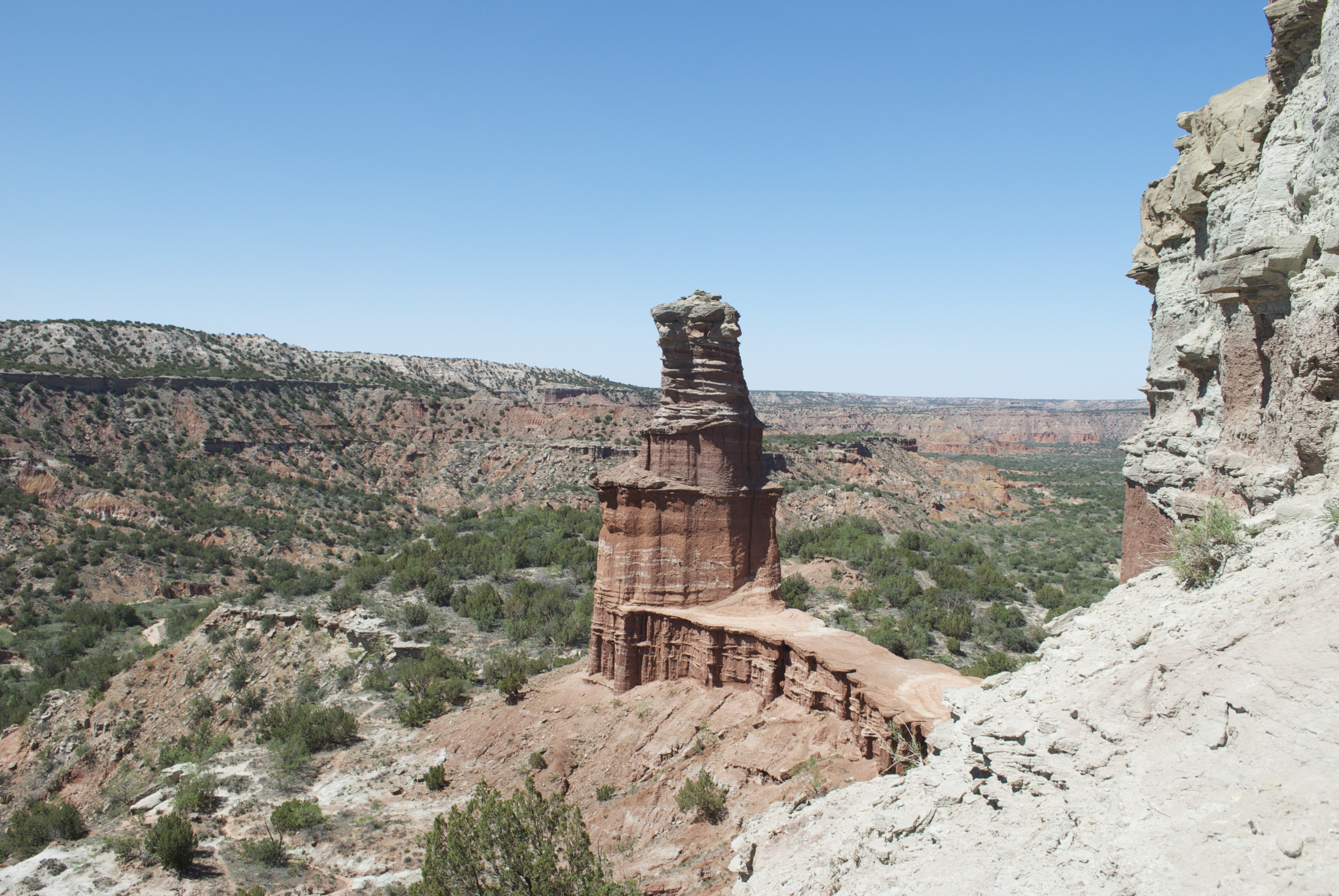
"Le phare"
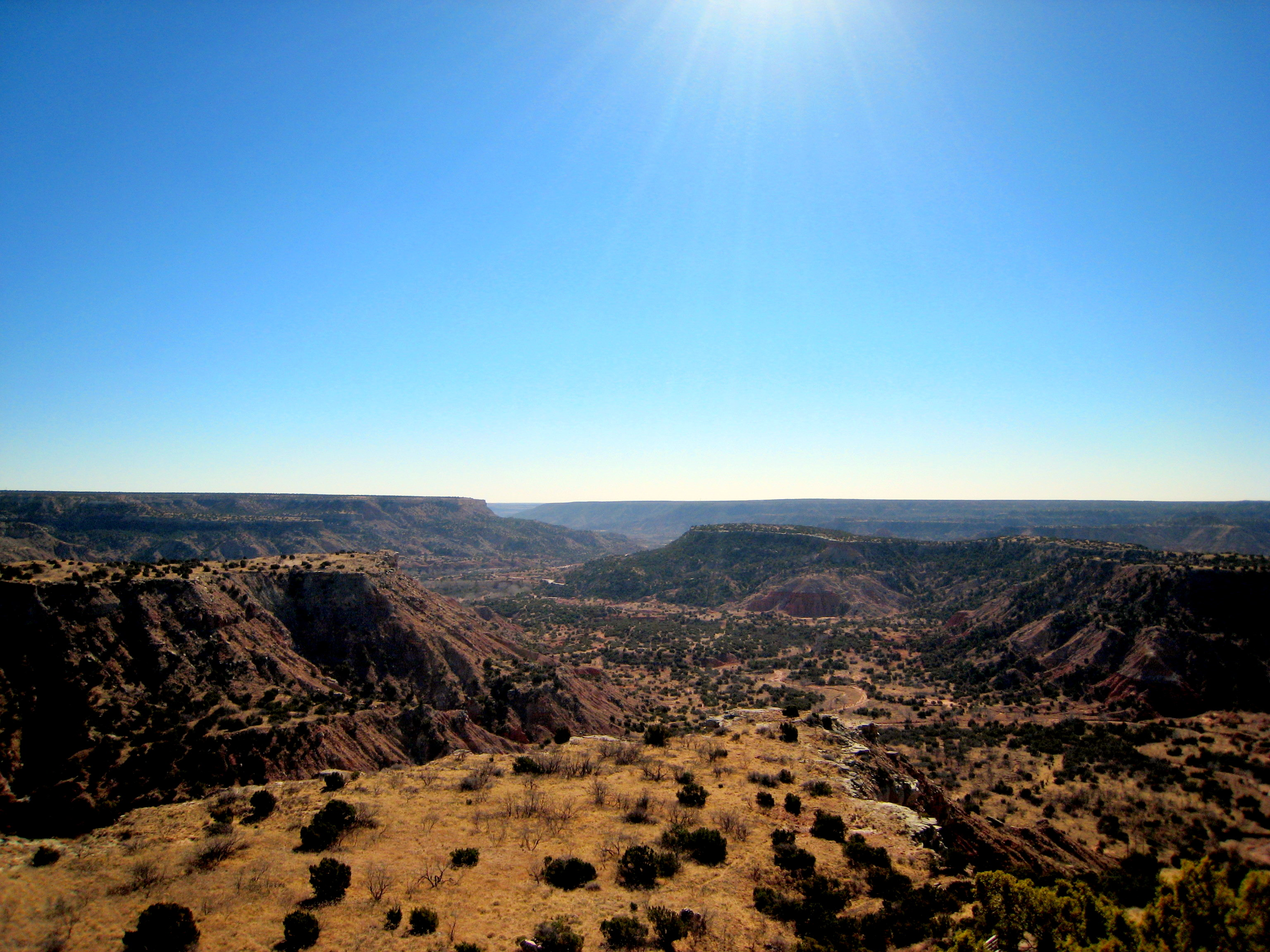
Panorama